# Polydesmus innotatum
Polydesmus innotatum är en mångfotingart som beskrevs av Karsch 1881. Polydesmus innotatum ingår i släktet Polydesmus och familjen plattdubbelfotingar. Inga underarter finns listade i Catalogue of Life.